# Kazimieras Nausėda
Kazimieras Nausėda (* 2. Januar 1962 in Versmininkai, Rajongemeinde Šilutė) ist ein litauischer Politiker. Er ist seit 2014 stellvertretender Bürgermeister der Stadtgemeinde Kaunas.

## Leben
Nausėda absolvierte das Sowchos-Technikum in Šilutė. Danach studierte er Zootechnik an der Lietuvos veterinarijos akademija. Im Anschluss leitete er das Einzelunternehmen IĮ Nausa und arbeitete im Sicherheitsunternehmen UAB Ekskomisarų biuras. Er ist Direktor der Anstalt Soterijus.
Nausėda ist Mitglied der Partei Lietuvos valstiečių ir žaliųjų sąjunga, für die er an der Parlamentswahl 2004 in Kaunas-Panemunė teilnahm. In der Partei leitet er die Abteilung Kaunas. 2011 wurde er Mitglied des Stadtrates und ist seit September 2014 stellvertretender Bürgermeister von Kaunas.
Nausėda ist verheiratet. Mit seiner Frau Laima, Mitarbeiterin der KMUK, hat er fünf Kinder. Nausėda gründete einen Verein zur Selbsthilfe großer Familien (Respublikinės Gausių šeimų tarpusavio pagalbos asociacija) und war dessen Vorsitzender.